# Xylopia pancheri
Xylopia pancheri este o specie de plante angiosperme din genul Xylopia, familia Annonaceae, descrisă de Henri Ernest Baillon. Conform Catalogue of Life specia Xylopia pancheri nu are subspecii cunoscute.